# زائدة تصريف
زائدة التصريف هي الزائدة التي تستعمل في تصريف الكلمات. خلافها زائدة الاشتقاق، ذلك في أن الأولى لا تغير حكم الكلمة، من اسم إلى صفة مثلا، أما الثانية فبلا.